# ASD Sassari Torres
El ASD FC Sassari Torres Femminile és un club de futbol femení italià amb seu a Sàsser. És l'equip més llorejat de la modalitat a Itàlia, amb set Lligues i 8 Copes La seva especialment des del 2009 al 2014, amb nou títols i dues arribades als quarts de final de la Lliga de Campions.
Va ser un club femení independent amb diferents noms: Delco Sassari (1980), SS Woman Sassari (1988), SS Torres FoS (1992), Torres Terra Sarda (2000), Eurospin Torres (2005), ASD Torres Calcio (2007) fins al 2014, quan es va convertir en la secció femenina del SEF Torres 1903. Però l'any següent el SEF es va haver de retirar de les competicions per problemes financers. L'any següent l'equip femení va renàixer amb el seu nom actual.

## Palmarès
- 7 Lligues d'Itàlia
  - 93/94, 99/00, 00/01, 09/10, 10/11, 11/12, 12/13
- 8 Copes d'Itàlia
  - 90/91, 94/95, 99/00, 00/01, 03/04, 04/05, 07/08, 10/11
- 7 Supercopes d'Itàlia
  - 99/00, 03/04, 08/09, 09/10, 10/11, 11/12, 12/13
- 2 Italy Women's Cups
  - 2004, 2008

| Edició |                   | 1ª Fase previa ¹ | 2ª Fase previa ¹ | Quarts de final | Semifinals | Final |
| ------ | ----------------- | ---------------- | ---------------- | --------------- | ---------- | ----- |
| 01/02  |                   |                  | Helsinki         |                 |            |       |
| Edició | Fase previa ¹     | Setzens de final | Vuitens de final | Quarts de final | Semifinals | Final |
| 09/10  | Slovan Duslo Sala | Valur Reykjavík  | SV Neulengbach   | Olympique Lió   |            |       |
| 10/11  |                   | FC Zürich        | FCF Juvisy       |                 |            |       |
| 11/12  |                   | ASA Tel Aviv     | Brøndby IF       |                 |            |       |
| 12/13  |                   | Apollon Limassol | Olimpia Cluj     | Arsenal FC      |            |       |
| 13/14  |                   | ASV Spratzern    | FK Rossiyanka    | Turbine Potsdam |            |       |
| 14/15  |                   | ZNK Pomurje      | 1.FFC Frankfurt  |                 |            |       |

- ¹ Fase de grups. Equip classificat pillor possicionat en cas d'eliminació o equip eliminat millor possicionat en cas de classificació.

|         | 80/81 | 81/82 | 82/83 | 83/84 | 84/85 | 85/86 | 86/87 | 87/88 | 88/89 | 89/90 | 90/91 | 91/92 | 92/93 | 93/94 | 94/95 | 95/96 | 96/97 | 97/98 | 98/99 | 99/00 |
| ------- | ----- | ----- | ----- | ----- | ----- | ----- | ----- | ----- | ----- | ----- | ----- | ----- | ----- | ----- | ----- | ----- | ----- | ----- | ----- | ----- |
| Serie A |       |       |       |       |       |       |       |       |       |       | 5     | 4     | 5     | 1     | 2     | 4     | 2     | 8     | 2     | 1     |
| Serie B |       |       |       |       |       |       |       |       |       | 1     |       |       |       |       |       |       |       |       |       |       |
| Serie C |       |       |       |       |       |       |       |       | 1     |       |       |       |       |       |       |       |       |       |       |       |
|         | 00/01 | 01/02 | 02/03 | 03/04 | 04/05 | 05/06 | 06/07 | 07/08 | 08/09 | 09/10 | 10/11 | 11/12 | 12/13 | 13/14 | 14/15 | 15/16 |       |       |       |       |
| Serie A | 1     | 4     | 3     | 2     | 2     | 4     | 4     | 2     | 2     | 1     | 1     | 1     | 1     | 2     | 6     |       |       |       |       |       |
| Serie B |       |       |       |       |       |       |       |       |       |       |       |       |       |       |       |       |       |       |       |       |